# Gewichtheffen op de Olympische Zomerspelen 1932
Gewichtheffen is een van de sporten die beoefend werden tijdens de Olympische Zomerspelen 1932 in Los Angeles.

## Heren

### vedergewicht (tot 60 kg)
| rang   | sporter(s)       | land | drukken | trekken | stoten   | totaal   |
| ------ | ---------------- | ---- | ------- | ------- | -------- | -------- |
| Goud   | Raymond Suvigny  | FRA  | 82.5 kg | 87.5 kg | 117.5 kg | 287.5 kg |
| Zilver | Hans Wölpert     | GER  | 85.0 kg | 87.5 kg | 110.0 kg | 282.5 kg |
| Brons  | Anthony Terlazzo | USA  | 82.5 kg | 85.0 kg | 112.5 kg | 280.0 kg |
| 4      | Helmut Schäfer   | GER  | 77.5 kg | 77.5 kg | 112.5 kg | 267.5 kg |
| 5      | Attilio Bescape  | ITA  | 82.5 kg | 77.5 kg | 102.5 kg | 262.5 kg |
| 6      | Richard Bachtell | USA  | 70.0 kg | 80.0 kg | 102.5 kg | 252.5 kg |

### lichtgewicht (tot 67.5 kg)
| rang   | sporter(s)      | land | drukken | trekken  | stoten   | totaal   |
| ------ | --------------- | ---- | ------- | -------- | -------- | -------- |
| Goud   | René Duverger   | FRA  | 97.5 kg | 102.5 kg | 125.0 kg | 325.0 kg |
| Zilver | Hans Haas       | AUT  | 82.5 kg | 100.0 kg | 125.0 kg | 307.5 kg |
| Brons  | Gastone Pierini | ITA  | 92.5 kg | 90.0 kg  | 120.0 kg | 302.5 kg |
| 4      | Pierino Gabetti | ITA  | 85.0 kg | 95.0 kg  | 120.0 kg | 300.0 kg |
| 5      | Arnie Sundberg  | USA  | 77.5 kg | 90.0 kg  | 117.5 kg | 285.0 kg |
| 6      | Walter Zagurski | USA  | 82.5 kg | 90.0 kg  | 112.5 kg | 285.0 kg |

### middengewicht (tot 75 kg)
| rang   | sporter(s)         | land | drukken  | trekken  | stoten   | totaal   |
| ------ | ------------------ | ---- | -------- | -------- | -------- | -------- |
| Goud   | Rudolf Ismayr      | GER  | 102.5 kg | 110.0 kg | 132.5 kg | 345.0 kg |
| Zilver | Carlo Galimberti   | ITA  | 102.5 kg | 105.0 kg | 132.5 kg | 340.0 kg |
| Brons  | Karl Hipfinger     | AUT  | 90.0 kg  | 107.5 kg | 140.0 kg | 337.5 kg |
| 4      | Roger François     | FRA  | 102.5 kg | 102.5 kg | 130.0 kg | 335.0 kg |
| 5      | Stanley Kratkowski | USA  | 82.5 kg  | 102.5 kg | 120.0 kg | 305.0 kg |
| 6      | Julio Juaneda      | ARG  | 75.0 kg  | 90.0 kg  | 120.0 kg | 285.0 kg |
| 7      | Sam Termine        | USA  | 87.5 kg  | 105.0 kg | 0.0 kg   | 192.5 kg |

### halfzwaargewicht (tot 82.5 kg)
| rang   | sporter(s)   | land | drukken  | trekken  | stoten   | totaal   |
| ------ | ------------ | ---- | -------- | -------- | -------- | -------- |
| Goud   | Louis Hostin | FRA  | 102.5 kg | 112.5 kg | 150.0 kg | 365.0 kg |
| Zilver | Svend Olsen  | DEN  | 102.5 kg | 107.5 kg | 150.0 kg | 360.0 kg |
| Brons  | Henry Duey   | USA  | 92.5 kg  | 105.0 kg | 132.5 kg | 330.0 kg |
| 4      | William Good | USA  | 95.0 kg  | 97.5 kg  | 130.0 kg | 322.5 kg |

### zwaargewicht (boven 82.5 kg)
| rang   | sporter(s)        | land | drukken  | trekken  | stoten   | totaal   |
| ------ | ----------------- | ---- | -------- | -------- | -------- | -------- |
| Goud   | Jaroslav Skobla   | TCH  | 112.5 kg | 115.0 kg | 152.5 kg | 380.0 kg |
| Zilver | Václav Pšenička   | TCH  | 112.5 kg | 117.5 kg | 147.5 kg | 377.5 kg |
| Brons  | Josef Straßberger | GER  | 125.0 kg | 110.0 kg | 142.5 kg | 377.5 kg |
| 4      | Marvel Dumoulin   | FRA  | 95.0 kg  | 107.5 kg | 140.0 kg | 342.5 kg |
| 5      | Albert Manger     | USA  | 100.0 kg | 92.5 kg  | 122.5 kg | 315.0 kg |
| 6      | Howard Turbyfill  | USA  | 77.5 kg  | 95.0 kg  | 132.5 kg | 305.0 kg |

## Medaillespiegel
| rang   | land              | goud | zilver | brons | totaal |
| ------ | ----------------- | ---- | ------ | ----- | ------ |
| 1      | Frankrijk         | 3    | 0      | 0     | 3      |
| 2      | Duitsland         | 1    | 1      | 1     | 3      |
| 3      | Tsjecho-Slowakije | 1    | 1      | 0     | 2      |
| 4      | Italië            | 0    | 1      | 1     | 2      |
| 4      | Oostenrijk        | 0    | 1      | 1     | 2      |
| 6      | Denemarken        | 0    | 1      | 0     | 1      |
| 7      | Verenigde Staten  | 0    | 0      | 2     | 2      |
| totaal | totaal            | 5    | 5      | 5     | 15     |

Athene 1896 · 
St. Louis 1904 · 
Antwerpen 1920 · 
Parijs 1924 · 
Amsterdam 1928 · 
Los Angeles 1932 · 
Berlijn 1936 · 
Londen 1948 · 
Helsinki 1952 · 
Melbourne 1956 · 
Rome 1960 · 
Tokio 1964 · 
Mexico-stad 1968 · 
München 1972 · 
Montréal 1976 · 
Moskou 1980 · 
Los Angeles 1984 · 
Seoel 1988 · 
Barcelona 1992 · 
Atlanta 1996 · 
Sydney 2000 · 
Athene 2004 · 
Peking 2008 · 
Londen 2012 · 
Rio de Janeiro 2016 · 
Tokio 2020 · 
Parijs 2024 · 
Los Angeles 2028 
Medaillewinnaars
American Football (demonstratie) · Atletiek · Boksen · Gewichtheffen · Hockey · Lacrosse (demonstratie) · Kunstwedstrijden · Moderne vijfkamp · Paardensport · Roeien · Schermen · Schietsport · Schoonspringen · Turnen · Waterpolo · Wielersport · Worstelen · Zeilen · Zwemmen